# Elizabeth Phillips Hughes

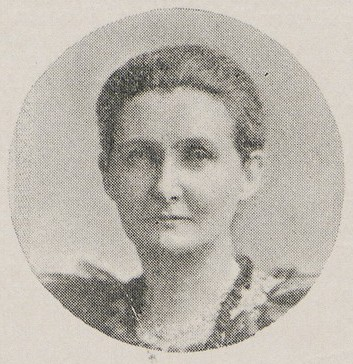
Elizabeth Phillips Hughes, 1899

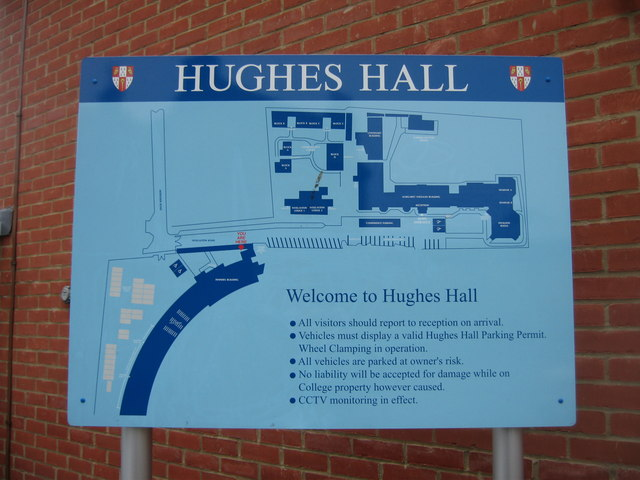
Hughes Hall, Cambridge, Hinweistafel am Eingang

Elizabeth Phillips Hughes (* 12. Juli 1851 in Carmarthen, Carmarthenshire; † 19. Dezember 1925 in Barry, Vale of Glamorgan) war eine walisisch-britische Wissenschaftlerin, College-Leiterin und Förderin von Frauenbildung. Sie war die erste Leiterin des Cambridge Training College for Women.

## Leben
Hughes war die älteste von drei Töchtern und das zweite von fünf Kindern von John Hughes (1817–1897), einem Chirurgen und Beamten für öffentliche Gesundheit, und seiner Frau Anne, geborene Phillips († 1900), die aus einer jüdischen Bankiersfamilie stammte. Der Vater war in Carmarthen Vorsitzender des Schulausschusses und des Vormundschaftsausschusses sowie Präsident des literarischen und wissenschaftlichen Instituts. Hughes älterer Bruder, Hugh Price Hughes, wurde ein bedeutender methodistischer Prediger.
Als Kind genoss sie nur eine geringe Schulbildung, besuchte aber später eine Privatschule in Cheltenham und wurde schließlich Lehrerin am Cheltenham Ladies’ College unter der Mentorinnenschaft von Dorothea Beale. Sie besuchte auch das Newnham College in Cambridge, wo sie im Alter von 30 Jahren begann und als erste Frau an der Universität einen vollen Abschluss in Moral Sciences erlangte.
1884 wurde Hughes zur ersten Direktorin des Cambridge Training College for Women, der späteren Hughes Hall, ernannt, die ihr zu Ehren umbenannt wurde. Unter ihrer Leitung expandierte das College, wurde in eine Aktiengesellschaft umgewandelt und erhielt zusätzliche Lehrkräfte und Einrichtungen, darunter eine Bibliothek, ein Museum und eine Sporthalle.
1887 wurde sie gebeten, einem Ausschuss des Bildungsministeriums beizutreten, der sich mit dem sogenannten „Pupil-teacher“-System befasste, über das schneller Lehrkräfte ausgebildet werden sollten, das aber wegen der Unzulänglichkeiten des Learning-on-the-job-Ansatzes in der Kritik stand. Den Vorsitz hatte der Chefinspektor der Schulen, Thomas Wetherherd Sharpe, inne und es wurden nur drei Frauen eingeladen: Hughes, Lydia Manley vom Stockwell Training College und die Schulinspektorin Sarah Bannister. Der Bericht des Komitees führte letztlich zu einer Schließung der „Pupil-teacher“-Zentren.
1899 schied Hughes aus dem College aus. Nachdem sie Cambridge verlassen hatte, lebte Hughes bei ihrem jüngeren Bruder John Arthur Hughes in Barry, zog sich aber nicht von ihren Bildungs- und Reforminteressen zurück. „Ich spüre deutlich, dass die Welt eine Menge verändert werden muss“, erklärte sie über ihre Arbeit.
Während einer Vortrags- und Studienreise durch die Vereinigten Staaten im Jahr 1901 traf sie Julia Ward Howe und Mary Tenney Castle und interessierte sich für die Reform des Strafvollzugs. Sie war beeindruckt von den amerikanischen Bestimmungen für den Jugendstrafvollzug und weibliche Bewährungshelfer.
Während einer Zeit an der Universität Tokio (1901–1902) wohnte sie bei Tetsu Yasui und Hannah Riddell und lernte Tsuda Umeko kennen, während sie als Gastprofessorin für Englisch an der Universität Tokio tätig war und sich für den Sportunterricht für Frauen einsetzte. Sie bereiste China, Malaysia und Indonesien. Sie sprach 1903 auf der Tagung der National Union of Women Workers.
Während des Ersten Weltkriegs leitete sie ein Krankenhaus des Roten Kreuzes in Glamorgan und wurde 1917 für ihre Verdienste im Krieg mit dem Member of the Order of the British Empire ausgezeichnet.
Hughes hatte ein lebenslanges Interesse an der Bildung in Wales, insbesondere für Mädchen. Im Jahr 1884 erhielt sie beim National Eisteddfod einen Preis für ihren Aufsatz The Higher Education of Girls in Wales. 1894 veröffentlichte sie eine Broschüre mit dem Titel The Educational Future of Wales. Im Jahr 1898 wurde sie Sekretärin der Association for Promoting the Education of Girls in Wales. Sie half 1914 bei der Gründung eines Lehrerkollegs in Barry. Und sie war die einzige Frau im Ausschuss, der die Charta der University of Wales ausarbeitete, und erhielt 1920 die Ehrendoktorwürde dieser Universität.
Hughes war eine begeisterte Bergsteigerin; im Alter von 48 Jahren bestieg sie das Matterhorn. Sie starb 1925 im Alter von 74 Jahren in Barry. 2018 wurde an ihrem Geburtshaus in Carmarthen eine Blue Plaque angebracht. Die Hughes Hall in Cambridge erhält ihr Andenken.